# Скеля Гамалія
Скеля Гамалія — розташована  за 4 км на південний-схід від піка Смирнова, як позначає край лінії скель, які тягнуться на схід від гряди Щербакова, в горах Орвіна Землі Королеви Мод, Антарктика. Вона була приблизно позначена на основі аерофотозйомки Третьою німецькою антрактичною експедицією, 1938-39 рр. Також вона була позначена на мапі як безіменна скеля на основі аерофотозомки 6-ї Норвезької Антарктичної експедиції, 1956–60 рр.; перепрозначена Радянською Антарктичною експедицією, 1960–61 рр, та названа на честь капітана-командора, навігатора флоту Російської імперії, українця за походженням Платона Яковича Гамалії